# Итерзен
Итерзен (њем. Uetersen) град је у њемачкој савезној држави Шлезвиг-Холштајн. Једно је од 49 општинских средишта округа Пинеберг. Посједује регионалну шифру (AGS) 1056049, NUTS (DEF09) и LOCODE (DE UET) код.

## Географски и демографски подаци
Град се налази на надморској висини од 1–18 метара. Површина општине износи 11,4 km².

## Становништво
У самом граду је, према процјени из 2010. године, живјело 17.739 становника. Просјечна густина становништва износи 1.552 становника/km².

## Међународна сарадња
| Мјесто             | Држава   | Врста сарадње | Од    |
| ------------------ | -------- | ------------- | ----- |
| Гмунден            | Аустрија | партнерство   | 2010. |
| Стшелце Крајењскје | Пољска   | партнерство   | 2005. |
| Извор              |          |               |       |